# Cargo (2009)
Cargo (Untertitel: „Da draussen bist du allein“) ist ein Science-Fiction-Film aus dem Jahr 2009 und der erste Spielfilm von Ivan Engler und Ralph Etter. Seine Uraufführung fand am 24. September 2009 im deutschsprachigen Teil der Schweiz statt.

## Handlung
Die Handlung des Films beginnt im Jahr 2267. Weil die Erde nach einem Öko-Kollaps unbewohnbar geworden ist, leben die verbliebenen Menschen auf überfüllten Raumstationen im All. Die junge Ärztin Laura Portmann hofft auf eine bessere Zukunft auf dem fernen Planeten Rhea, wo bereits ihre Schwester lebt, und will sich das für die Reise notwendige Geld durch einen sogenannten Cargo-Flug verdienen. Sie heuert auf dem heruntergekommenen Raumfrachter Kassandra an, der Bauteile zu Station 42 liefert, wo ein Transportnetzwerk für die Reise zu Proxima Centauri entstehen soll. Die Mannschaft verbringt die insgesamt acht Jahre dauernde Mission im künstlichen Tiefschlaf, wobei stets eine Person in einer achtmonatigen Schicht das Schiff überwacht. Der Konzern «Kuiper Enterprises» befürchtet Anschläge einer Untergrundbewegung namens «Die Maschinenstürmer», angeführt von Klaus Bruckner. Diese behauptet, dass Teile der Erde immer noch (oder wieder) bewohnbar seien und dass dies von der Regierung bewusst geheim gehalten werde. Nach dem jüngsten Anschlag der Maschinenstürmer auf die Raumstation 30 wird deshalb auf allen Flügen zusätzliches Sicherheitspersonal eingesetzt. Auf der Kassandra ist Flugsicherheitsbegleiter Samuel Decker mit an Bord.
Im Laufe ihrer Schicht hat Laura Portmann das Gefühl, nicht allein zu sein, und glaubt schließlich, eine fremde Person gesehen zu haben. Bei ihrer Suche nach dem Unbekannten trifft sie in der Nähe der Frachtschleuse auf Decker, der, wie sich herausstellt, in regelmäßigen Abständen automatisch geweckt wird, um das Schiff zu kontrollieren. Laura besteht darauf, den Kapitän zu wecken, weil eine Dienstvorschrift für Notfälle dies so vorschreibt.
Die drei machen sich nun gemeinsam auf, den mit versiegelten Containern gefüllten Frachtraum zu untersuchen. Der Kapitän entdeckt, dass das Schott zum Frachtraum während der Schicht Portmanns unerlaubterweise mehrere Male geöffnet worden ist, erklärt es aber mit einer möglichen Fehlfunktion. Ausgerüstet mit Kälteschutzanzügen machen sie sich getrennt auf, den riesigen, tiefgekühlten Frachtraum zu durchsuchen. Dabei stirbt der Kapitän durch einen Sturz aus großer Höhe. Bald danach beginnt sich die Schleuse zum Frachtraum zu schließen, und Decker und Portmann drohen in der Kälte eingeschlossen zu werden. Sie schaffen es jedoch gerade noch zu entkommen.
Nach diesem Zwischenfall wird die restliche Besatzung geweckt. Bei den Nachforschungen zum Tod des Kapitäns entdecken sie in den Frachtcontainern Kapseln mit Menschen und nehmen eine dieser Kapseln mit einem kleinen Mädchen zur Untersuchung mit auf die medizinische Station. Portmann stellt fest, dass die Menschen in den Kapseln leben, sich jedoch im künstlichen Tiefschlaf befinden und neuronale Implantate besitzen.
Angesichts der Vorfälle wird Laura immer misstrauischer. Sie sendet regelmäßig Videobotschaften an ihre Schwester. Die Übertragung nimmt immer weniger Zeit in Anspruch, und auch die Antworten treffen schneller ein als erwartet. Laura bittet die Systemadministratorin Yoshida herauszufinden, was der wirkliche Zielort des Frachtschiffes sei. Diese berichtet ihr lediglich, dass die Zielkoordinaten nicht mit denen von Station 42 übereinstimmen und diese vor dem Abflug fest programmiert werden und unveränderbar sind. Lediglich der Kapitän und der erste Offizier wussten über die Koordinaten Bescheid, was den Verdacht auf die erste Offizierin – Lindbergh – lenkt. Diese lässt Decker verhaften und in den Tiefschlaf versetzen. Er kann jedoch zuvor Portmann erzählen, dass das Frachtschiff zu Rhea fliegt.
Im weiteren Verlauf wird Yoshida von Portmann tot aufgefunden, was nach einem Mord aussieht. Es wird festgestellt, dass Decker wieder geweckt wurde, und die Suche nach ihm beginnt. Während dieser Suche entdeckt Portmann einen blinden Passagier, der sie angreift, aber während des Gerangels erschossen wird. Dabei ist nur die Pistole zu sehen und nicht klar, wer sie abgefeuert hat. Der blinde Passagier war Klaus Bruckner.
Währenddessen wurde Decker wieder gefangen genommen und soll auf Befehl von Lindbergh wieder in Tiefschlaf versetzt werden. Er wird von den beiden Bordmechanikern abgeführt. Diese jedoch erhoffen sich einen Platz auf Rhea und bedrohen ihn, so dass er ihnen das Geheimnis verrät. Gleichzeitig erfährt Portmann von Lindbergh, dass es sich bei Rhea lediglich um eine Simulation handelt, da die Besiedelung des echten Rhea gescheitert ist, es zu einem Kollaps des Ökosystems kam und der Planet dadurch unbewohnbar geworden ist. Die Simulation sei allerdings nur eine vorübergehende Lösung, bis ein neuer bewohnbarer Planet zur Verfügung stehe. Bis dahin werden die Menschen in Schlafbehälter gelegt und zur Station 42 gebracht, die sich im Orbit des zerstörten Planeten Rhea befindet. Der Auftrag der Kassandra ist somit der Transport von Rheabewohnern. Daraufhin wird Lindbergh wieder in den Tiefschlaf versetzt.
Decker entpuppt sich als Mitglied der Maschinenstürmer. Er plant die Zerstörung der Antennenphalanx auf Station 42, um den Nachrichtenaustausch zwischen der Erde und Rhea zu unterbinden. Laura soll vorher eine letzte Botschaft von Rhea schicken mit der Information, dass Rhea eine Lüge sei und darüber hinaus Teile der Erde wieder bewohnbar seien. Videobeweise dafür hatte Portmann zuvor bei Bruckner gefunden. Sie möchte jedoch noch ihre Schwester aus der Simulation retten, weshalb sie und Decker die Löschung der Fracht verzögern. Die beiden Bordmechaniker hingegen planen, sich in die Simulation einzuklinken und dort ihr restliches Leben zu verbringen, wofür sie die programmierte Verzögerung reduzieren. Decker bringt die Sprengladungen an den Antennen der Station an und sucht danach nach Portmanns Schwester; allerdings ist diese in einem so schlechten Zustand, dass sie nicht ohne weiteres aus der Simulation geholt werden kann.
Portmann verlässt das Raumschiff in einem Raumanzug, um sich an einer an Station 42 außerhalb befindlichen Konsole temporär in Rhea einzuklinken und die Botschaft wie geplant zu übermitteln. Durch eine Fehlfunktion der Steuerdüsen ihres Raumanzuges geht Portmanns Treibstoff zur Neige, Decker gibt ihr seinen Treibstofftank und schickt sie zurück zur Kassandra. Deren Antrieb hat bereits gezündet, durch die Druckwelle werden Decker und Portmann von der Station in den Raum katapultiert. Portmann kann sich jedoch auf das Schiff retten, während Decker sich immer weiter Richtung des Planeten Rhea entfernt.
Zurück an Bord kommt es zu einem Kampf zwischen Portmann und der – wegen kontaminierter Kühlsubstanz vorzeitig aufgeweckten und darum wieder aktiv anwesenden – Lindbergh. Lindbergh unterliegt und wird durch die Luftschleuse aus dem Schiff gedrückt. Folglich bereitet sich nur noch Portmann zusammen mit dem Rhea-Mädchen auf den Rückflug zur Erde vor.

## Produktion
Insgesamt neun Jahre arbeitete Ivan Engler an Cargo. Dazu stand ihm ein Budget von lediglich fünf Millionen Schweizer Franken zur Verfügung, im internationalen Vergleich des Genres ein bescheidener Betrag, der sich auf zwei Millionen an Geldern (eigene Mittel und Förderbeiträge) und gesponsertes Material und Dienstleistungen im Wert von drei Millionen verteilt. Gedreht wurde während 40 Tagen auf dem stillgelegten Sulzer-Areal in Oberwinterthur. Die wenigen realen Aussenaufnahmen entstanden während eines zweiwöchigen Nachdrehs in Genf, Buch am Irchel und Basel. Für die Kulissen der Raumstationen und des Raumfrachters wurden in den Oberwinterthurer Studios auf drei Etagen (mit 3000 m²) insgesamt 80 Tonnen Material verbaut. Für das Production Design war der St. Galler Matthias Noger verantwortlich, er arbeitete rund drei Jahre an der Gestaltung von Cargo.

## Kritik
„Ganze neun Jahre Arbeit kostete es Regisseur Ivan Engler, den ersten Science-Fiction-Film aus Schweizer Produktion zu realisieren. Mit einem knappen Budget von fünf Millionen Schweizer Franken wurde aus Cargo ein überraschend solider und atmosphärisch dichter Film mit gelungenem Spannungsbogen. Schade ist nur, dass weder die zu simpel abgehandelte Handlung noch die relativ blasse Hauptdarstellerin mit diesen positiven Aspekten mithalten können. Trotzdem lohnt sich ein Besuch des Cargo-Schiffs Kassandra insgesamt allemal.“

„Das Universum von Englers Film ist folglich tatsächlich eine unvollständige parasitäre Welt, dessen Inhalte von den Zuschauern nicht nur mit Erfahrungswerten aus unserer realen Welt ergänzt werden müssen, sondern auch mit jenen aus verschiedenen Kinouniversen. [...] Die Zitate dienen in Cargo sowohl als Hommage an die Genre-Klassiker, wie auch als wichtiger Bestandteil der Verweisstruktur. [...] SF-affine Rezipienten sollen aufgrund der eingesetzten SF-Konventionen und filmischen Zitate also nicht nur Assoziationen auf der Ebene der Handlung herstellen können, sondern auch auf jener der künstlerischen Aussage. Die in Cargo vermittelten Botschaften werden dabei in einen grösseren Diskurs eingefügt und gewinnen so an Gewicht.“

## Auszeichnungen
- Am Toronto After Dark Film Festival 2010 erhielt Cargo den Publikumspreis als Best Sci-Fi Movie und für Best Visual Effects.[4]